# Ángel Juan Quesada
Ángel Juan Quesada Vega (Burgos; 6 de mayo de 1909 - Burgos; 20 de mayo de 1988) fue un director de coro, compositor y profesor de música español.

## Biografía
Nació en la calle Almirante Bonifaz de Burgos, en el seno de una familia de músicos. Su padre, José Nicolás Quesada, fue colaborador del organista y folclorista Federico Olmeda. Con diecisiete años, en 1926, intervino como ayudante de su padre y del maestro Rafael Calleja Gómez en un proyecto singular: el estreno del Himno a Burgos interpretado por más de 3.000 escolares burgaleses. Después terminó sus estudios, primero en el Real Conservatorio de Música de Madrid y después, entre 1927 y 1928, en Bilbao con el organista Martín Rodríguez, quien le introdujo en las disciplinas de armonía, composición y órgano.
A partir de 1925, realizó numerosos conciertos y recitales, tanto de piano como de órgano, por España y el extranjero. Compartió con Rafael Calleja las labores de maestro concertador en el Teatro de la Zarzuela de Madrid las temporadas 1929 y 1930, y también se dedicó a la crítica musical, sucediendo a su padre como crítico del Diario de Burgos.

## Docencia
Ejerció como profesor de música en el Colegio de Nuestra Señora de la Antigua en Orduña (Vizcaya). En Burgos, fue profesor fundador en 1934 de la Escuela de Música aneja al Orfeón Burgalés. Más tarde, en 1949, fundó el Conservatorio de Música Antonio de Cabezón, que dirigió hasta su jubilación en 1979. Tuvo como alumnos al futuro director de orquesta Rafael Frühbeck de Burgos, los compositores Alejandro Yagüe y Carmelo Bernaola o al musicólogo Miguel Ángel Palacios.
Ángel Juan Quesada trabajó estrechamente con Antonio José. Tras las muertes de Antonio José (fusilado durante la guerra civil española) y, en 1949, del maestro Amoretti, se encargó de la dirección del Orfeón Burgalés. Así mismo, durante treinta y cinco años ejerció como profesor en diversos centros educativos, como la Escuela Profesional de la Junta Provincial de Menores, la Escuela Profesional Padre Aramburu, el Instituto Nacional de Enseñanza Media de Burgos y los Cursos de Verano para Extranjeros Mérimée de Sebastián.

## Composición
Quesada también desarrolló una importante labor como compositor. Su obra organística Meditación nació como homenaje a su padre tras su muerte en 1948. Posteriormente, el propio Quesada la adaptó para orquesta de cuerda. En 1999 se estrenó en el Teatro Principal de Burgos una versión sinfónica, orquestada por Pedro María de la Iglesia, quien también dirigió la grabación discográfica. Quesada compuso numerosas obras para coro. Con el Orfeón Burgalés grabó un disco en el que se incluía, entre otras obras, el Himno a Burgos de Calleja y Zurita. 
La Diputación Provincial de Burgos publicó alguna de sus composiciones (Castilla canta. Canción y danza, 1983) y también el Ayuntamiento de la capital burgalesa (Obsesión, ansiedad..., 1985).

## Coral
En cuanto su actividad coral, se podría destacar la fundación, en 1928, del coro Cancionero Burgalés, que dirigió hasta 1933. También ostentó la subdirección del Orfeón Burgalés en la época en que lo dirigía Antonio José (1934-1936), para sucederse después durante el periodo 1949-1965.

## Premios y distinciones
Fue nombrado Caballero de la Orden Francesa de las Artes y las Letras (1958), Músico Burgalés en 1974 y Burgalés esclarecido en 1979. También ganó el Premio Nacional de Composición sobre folclore burgalés de la celebración del Milenario de la Lengua Castellana (1978).